# Szlíchót

## A szlichot kezdési időpontja
A zsidó naptár szerint:
- elul utolsó szombatjának kimenetele (vasárnap hajnal)

A Gergely-naptár szerint:
- 5768: 2007. szeptember 8–9.
- 5769: 2008. szeptember 20–21.
- 5770: 2009. szeptember 12–13.
- 5771: 2010. szeptember 4–5.
- 5772: 2011. szeptember 24–25.
- 5773: 2012. szeptember 8–9.
- 5774: 2013. augusztus 31–1.
- 5775: 2014. szeptember 20–21.

Szlíchót (héberül: סליחות, más kiejtéssel szlíchesz, szelichót, szlikhús; jelentése: ’bocsánat’) az egyik legfontosabb zsidó imaalkalom és istentisztelet a rós hásáná előtti időszakban.
Szigorúan véve a szlichot rós hásáná előtt (minimum négy nappal) szombaton kezdődik. Egyes közösségek elul hónap összes napját a szlichot-imákkal indítják hajnalban. A szigorúan vett szlichot elul hónap végéig tart, azonban a ros hásáná és jom kippur közötti időszakban is gyakran a szlichot imákat mondják.
A Talmud így ír:
„Az Örökkévaló beburkolózott, mint egy előimádkozó és megmutatta Mózesnek a (Szlíchót) imarendet, mondván: amikor a zsidók vétkeznek előttem, mondják el ezen imákat és én megbocsátok nekik…”

## Szokások
Az újévi felkészülés részeként bűnvalló imákkal tisztul meg a zsidóság.
Ilyenkor a hívő korán kel, számot vet az elmúlt év alapján, megbánja a rosszat és fogadalmakat tesz.
Szokás ilyenkor énekkel, itallal és étellel felkészülni az imára, de a szlíchót alatt böjt is szokta erősíteni a bűnbánatot.
Szlíchótkor szokás meglátogatni a temetőket (kever avot – sírok látogatása) is, emlékezve a mártírokra és elhunyt rokonokra.
A szlíchót tulajdonképpen nem csak egy nap, hanem egy felkészülési időszak a rós hásánára. Az elul utolsó szombatján való szlíchót askenáz szokás, az izraeli szefárd zsidók már elul elsején (ros chódes) elkezdik a szlichot-imák mondását és egészen az újév beköszöntéig folytatják…
Magyarországon vasárnap hajnali gyászünnepséggel szokás megemlékezni a temetőkben.
A korai alkalom többnyire énekkel (kórus és szóló) és ünnepi beszéddel, vagy beszédekkel kezdődik, amit közös Kádis követ.
Az eseményt a halottakról való megemlékezés zárja, melynek során meglátogatják a zsidóság fontos emlékhelyeit is,
például a Munkaszolgálatos-emlékművet, esetleg egyéb fontos sírhelyeket a Kozma utcai izraelita temetőben.
Gyakran meghívnak az ünnepre fontos zsidó személyeket is, mint ahogyan sokszor részt vesz Izrael külképvisele is.

## Tsuvá
Szlíchótkor előtérbe kerül a megtérés (tsuvá) gondolata, hiszen a közelgő napokban dől el az elkövetkező évben várható sors. Tulajdonképpen ez lényege a zsidó újévnek is.
A megtérés nem merül ki csupán az imák és fogadalmak mondásában, az emberek ellen elkövetett bűnökért a sértettektől bocsánatot kell kérni, és (ha lehetséges) a bűnt jóvá kell tenni – ahogyan ezt a Tóra tanítja.

## A szlíchót kategóriái
- Szlíchá (סליחה megbocsátás): ez az alapértelmezett szlíchót
- Pizmón (פזמון kar, kórus): ez a központi szlíchót egy kórust tartalmaz, amelyet minden versszak után megismételnek;
- Akédá (עקדה megkötözés): a szó Izsák megkötözésére utal;
- Chátánú (חטאנו bűnösök vagyunk)
- Tachiná (תחנה könyörgés, fohász)

## Lásd még
- Judaisztikai szakirodalmi művek listája
- Rós hásáná

## Külső hivatkozások
- zsido.com – Szlichot – Bűnbánó ima éjfélkor, magyarul is... Archiválva 2007. szeptember 28-i dátummal a Wayback Machine-ben
- zsido.com – Ros Hasana Archiválva 2007. szeptember 28-i dátummal a Wayback Machine-ben
- rabbi.hu – Szlichot (or-zse.hu – Szlichot Archiválva 2007. szeptember 28-i dátummal a Wayback Machine-ben)
- Új élet – Böjtről böjtre